# Norbert Kluge (Pädagoge)
Norbert Kluge (* 13. Dezember 1935 in Essen; † 21. Dezember 2022 in Annweiler am Trifels) war ein deutscher Pädagoge und Sexualforscher. Er war Sexualpädagoge an der Universität Koblenz-Landau, Campus Landau.

## Leben
Kluge studierte Pädagogik in Koblenz, Köln und Mainz. Seine letzte Tätigkeit als Universitätsprofessor führte ihn auf die Professur für Sexualwissenschaft und Sexualpädagogik des gleichnamigen Instituts an der Universität Koblenz-Landau, Campus Landau. Da die Universität auf die Neubesetzung der Professur verzichtete, war Kluge der letzte Lehrstuhlinhaber dieser Professur. Auch nach seiner Emeritierung im Jahr 2000 publizierte er weiterhin zum Thema Sexualpädagogik.

## Ehrungen und Auszeichnungen
Er war Ehrenvorsitzender der Deutschen Gesellschaft für Geschlechtserziehung (DGG) und Träger der Magnus-Hirschfeld-Medaille 2010 für Sexualreform.

## Veröffentlichungen (Auswahl)
- Das Unterrichtsspiel. Entwurf einer Grundlegung. List, München 1968.
- Pädagogisches Verhältnis und Erziehungswirklichkeit. Kritische Überlegungen zur Theorie des pädagogischen Bezuges (= Neue pädagogische Bemühungen. Bd. 48). Neue Dt. Schule Verlag-Ges., Essen 1972.
- (Hrsg.): Vom Geist musischer Erziehung (= Wege der Forschung. Bd. 303). Wissenschaftliche Buchgesellschaft, Darmstadt 1973, ISBN 3-534-05267-6.
- (Hrsg.): Das pädagogische Verhältnis (= Wege der Forschung. Bd. 278). Wissenschaftliche Buchgesellschaft, Darmstadt 1973, ISBN 3-534-05645-0.
- (Hrsg.): Sexualerziehung als Unterrichtsprinzip. Empfehlungen, Richtlinien, Stellungnahmen. Wissenschaftliche Buchgesellschaft. Darmstadt 1976, ISBN 3-534-06333-3.
- (Hrsg.): Das Lehrer-Schüler-Verhältnis. Forschungsansätze und Forschungsbefunde zu einem pädagogischen Interaktionssystem (= Wege der Forschung. Bd. 477). Wissenschaftliche Buchgesellschaft, Darmstadt 1978, ISBN 3-534-07047-X.
- Einführung in die Sexualpädagogik. Wissenschaftliche Buchgesellschaft, Darmstadt 1978, ISBN 3-534-07305-3.
- (Hrsg., mit Hanns Reichel): Das Experiment in der Erziehungswissenschaft (= Wege der Forschung. Bd. 476). Wissenschaftliche Buchgesellschaft, Darmstadt 1979, ISBN 3-534-07045-3.
- (Hrsg.): Spielpädagogik. Neuere Beiträge zur Spielforschung und Spielerziehung. Klinkhardt, Bad Heilbrunn 1980, ISBN 3-7815-0421-2.
- Spielen und Erfahren. Der Zusammenhang von Spielerlebnis und Lernprozeß. Klinkhardt, Bad Heilbrunn 1981, ISBN 3-7815-0443-3.
- (Hrsg.): Sexualpädagogische Forschung. Aufgaben, Schwerpunkte, Ergebnisse (= UTB. Bd. 1103). Schöningh, Paderborn 1981, ISBN 3-506-99333-X.
- Einführung in die systematische Pädagogik. Ansätze zu einer systematischen Betrachtungsweise der allgemeinen Pädagogik. Wissenschaftliche Buchgesellschaft, Darmstadt 1983, ISBN 3-534-06784-3.
- Sexualerziehung statt Sexualaufklärung. Von der biologistischen zur mehrperspektivisch-integrativen Betrachtungsweise sexualerziehlicher Programme. Streiflichter und Untersuchungsbefunde (1968-1985) (= Studien zur Sexualpädagogik. Bd. 1). Lang, Frankfurt am Main 1985, ISBN 3-8204-8308-X.
- Wann beginnt menschliches Leben? Zur aktuellen Diskussion. Academia-Verlag, Sankt Augustin 1992, ISBN 3-88345-622-5.
- (mit Gisela Jansen): Körperentwicklung in der Pubertät. Einführung in den Gegenstandsbereich und Bilddokumentation (= Studien zur Sexualpädagogik. Bd. 8). Lang, Frankfurt am Main 1996, ISBN 3-631-49210-3.
- (Hrsg.): Jugendliche Sexualsprache – eine gesellschaftliche Provokation (= Landauer Universitätsschriften / Beiträge zur Sexualwissenschaft und Sexualpädagogik. Bd. 6). Knecht, Landau 1996, ISBN 3-930927-09-8.
- Sexualsprache der Deutschen. Eine Erkundungsstudie über den aktuellen sexuellen Sprachgebrauch in West- und Ostdeutschland (= Landauer Universitätsschriften / Beiträge zur Sexualwissenschaft und Sexualpädagogik. Bd. 8). Knecht, Landau 1997, ISBN 3-930927-24-1.
- (Hrsg.): Sexualunterricht in der Grundschule. Lehraufgaben, Unterrichtsvorhaben, Erfahrungen. Klinkhardt, Bad Heilbrunn 1997, ISBN 3-7815-0861-7.
- Sexualverhalten Jugendlicher heute. Ergebnisse einer repräsentativen Jugend- und Elternstudie über Verhalten und Einstellungen zur Sexualität. Juventa-Verlag, Weinheim 1998, ISBN 3-7799-1390-9.
- Aufklären statt verschweigen – informieren statt verschleiern (= Studien zur Sexualpädagogik. Bd. 12). Lang, Frankfurt am Main 1998, ISBN 3-631-33567-9.
- (mit Gisela Hippchen; Elisabeth Fischinger): Körper und Schönheit als soziale Leitbilder. Ergebnisse einer Repräsentativerhebung in West- und Ostdeutschland (= Beiträge zur Sexualpädagogik. Bd. 13). Lang, Frankfurt am Main 1999, ISBN 3-631-35194-1.
- (mit Gisela Hippchen; Melanie Kaul): Das Körperkonzept der Deutschen. Die neue Körperlichkeit in ihren Auswirkungen auf Einstellungen und Verhaltensweisen (= Beiträge zur Sexualpädagogik. Bd. 14). Lang, Frankfurt am Main 2000, ISBN 3-631-37247-7.
- (mit Marion Sonnenmoser): Sexualleben der Deutschen. Eine repräsentative Momentaufnahme zu Beginn eines neuen Jahrtausends (= Studien zur Sexualwissenschaft und Sexualpädagogik. Bd. 15). Lang, Frankfurt am Main 2002, ISBN 3-631-39405-5.
- Anthropologie der Kindheit. Zugänge zu einem modernen Verständnis von Kindsein in pädagogischer Betrachtungsweis. Klinkhardt, Bad Heilbrunn 2003, ISBN 3-7815-1296-7.
- Sexualanthropologie. Kulturgeschichtliche Zugänge und empirisch analytische Erkenntnisse (= Studien zur Sexualwissenschaft und Sexualpädagogik. Bd. 18). Lang, Frankfurt am Main 2006, ISBN 3-631-55188-6.
- Botschaften an die Nachwelt. Was Anne Frank und andere Jüdinnen in der Nazidiktatur ihrem Tage- oder Erinnerungsbuch anvertrauten (= Studien zur Sexualwissenschaft und Sexualpädagogik. Bd. 19). Lang, Frankfurt am Main 2012, ISBN 978-3-631-62172-1.
- Das fundamentale Geschlecht. Überlegungen und Materialien zu einer begrifflichen Neubestimmung des weiblichen Menschen (= Studien zur Sexualwissenschaft und Sexualpädagogik. Bd. 20). Lang, Frankfurt am Main 2013, ISBN 978-3-631-64283-2.